# Brive-la-Gaillarde
Brive-la-Gaillarde (en occitano: Briva), es una comuna francesa situada en el departamento de Corrèze, en la región de Nueva Aquitania.
Su gentilicio en francés es brivistes.

## Geografía
Se ubica en una cuenca fértil en el punto donde las antiguas provincias de Lemosín, Périgord y Quercy se intersecaban.
El centro de la ciudad es un triángulo redondeado, correspondiente al recinto amurallado original del siglo XII, y a otro posterior del XIV. Las antiguas murallas fueron derribadas y sustituidas por bulevares. En el XVIII el plan Trudaine, que consistía en la mejora de la ruta de Toulouse a París y de Lyon a Burdeos, afectó a Brive, ya que canalizó el río Corrèze, que en esa zona se abría en numerosos brazos formando islas y pantanos: así la ciudad pudo ocupar los terrenos al oeste del centro histórico.
El área metropolitana de Brive-la-Gaillarde se encuentra en el cruce de las autovías A20 (París-Toulouse) y A89 (Burdeos-Lyon). También dispone de estación de ferrocarril en la línea de París a Toulouse.
En 2010 entró en servicio en los municipios de Nespouls y Cressenssac el nuevo aeropuerto Brive-Souillac, con una previsión de más de 100.000 pasajeros/año y capacidad para vuelos internacionales. Sustituyó al de Brive-Laroche.

## Demografía
| 5 847 | 5 762 | 7 608 | 6 801 | 8 031 | 8 843 | 8 350 | 8 382 | 8 889 | 9 384 | 9 854 | 10 389 | 10 765 | 11 920 | 14 182 | 15 707 | 16 803 | 18 111 | 19 496 | 20 636 | 21 486 | 21 711 | 24 049 | 26 718 | 29 074 | 33 501 | 36 088 | 40 175 | 46 561 | 51 828 | 51 511 | 49 765 | 49 141 | 49 675 |
| Para los censos de 1962 a 1999 la población legal corresponde a la población sin duplicidades (Fuente: INSEE [Consultar]) |       |       |       |       |       |       |       |       |       |       |        |        |        |        |        |        |        |        |        |        |        |        |        |        |        |        |        |        |        |        |        |        |        |

Brive-la-Gaillarde es el mayor centro urbano del departamento de Corrèze: la capital, Tulle tenía, en 2007, 15 647 habitantes.

## Administración y política

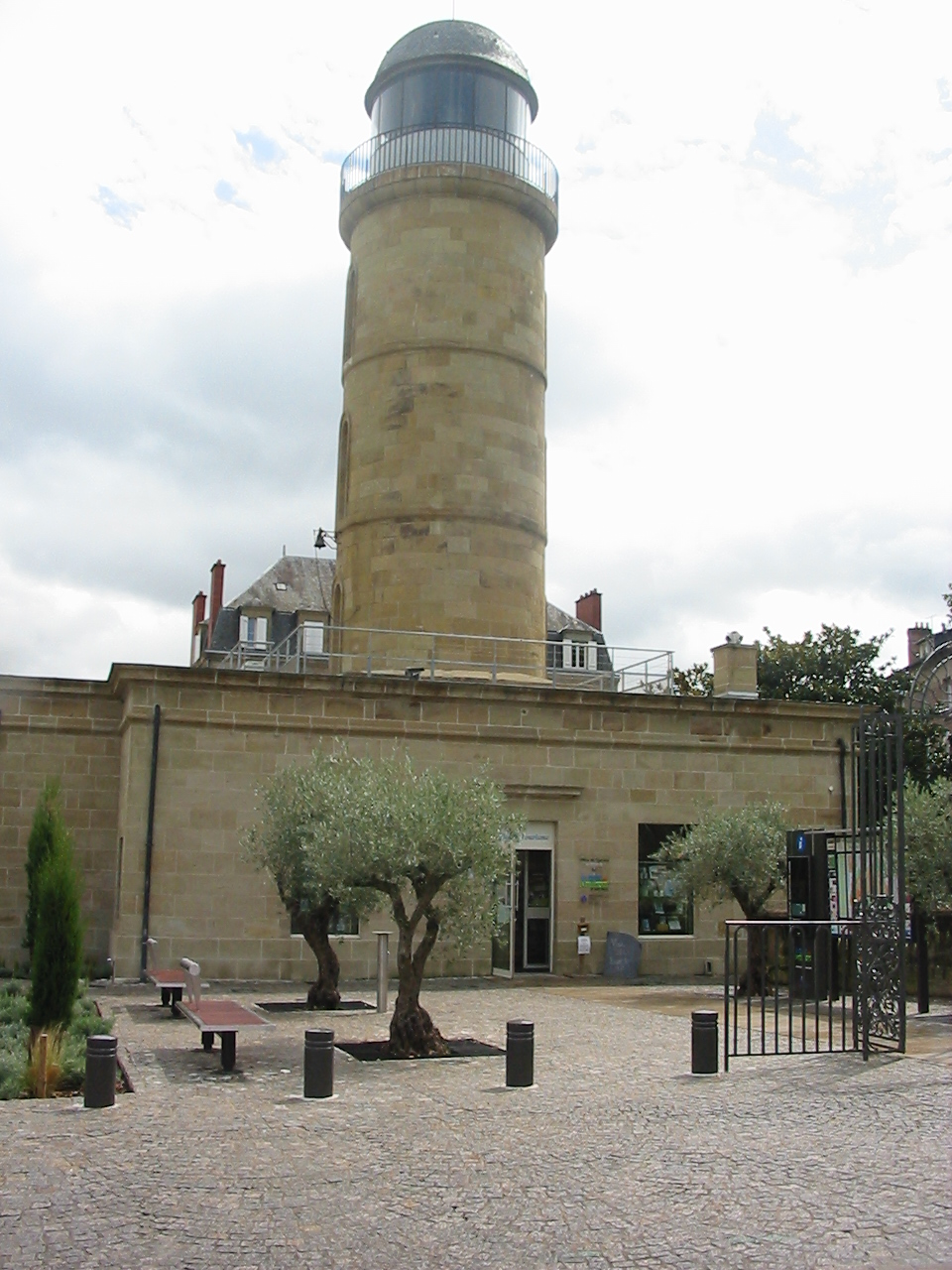
Brive: oficina de turismo.

Brive es el centro de su aglomeración urbana, y su alcalde es también el presidente de esa mancomunidad. El ayuntamiento se compone de 43 miembros, incluido el alcalde, Frédéric Soulier (LR.
En el referendo sobre la Constitución Europea ganó el no con un 51,93% de los votos.
Algunos resultados electorales recientes (primeras vueltas del sistema francés):
| extrema izquierda | Lista de izquierda (socialistas, comunistas y otros) | ecologistas | Lista Caza y Pesca | derecha tradicional (dos listas) | Frente Nacional |
| ----------------- | ---------------------------------------------------- | ----------- | ------------------ | -------------------------------- | --------------- |
| 5,2%              | 35,2%                                                | 6,7%        | 3,2%               | 38,6%                            | 11,1%           |

## Economía
Según el censo de 2008, la distribución de la población activa por sectores era:
| agricultura | industria | construcción | servicios |
| ----------- | --------- | ------------ | --------- |
| 0,8%        | 17,8%     | 5,8%         | 76,0%     |

## Historia
Brive fue inicialmente un punto de cruce del río Corrèze, como indica el topónimo occitano Briva. El primitivo vado fue sustituido por un puente romano -Briva Curretiae, el puente sobre el Corrèze- incluido en el itinerario de Lyon a Burdeos por el valle del Corrèze. Este itinerario se cruzaba con el eje norte-sur que unía Poitiers con Cahors. Una modesta aldea surgió allí, como atestiguan los vestigios de talleres de cerámica muy activos.
La ciudad fue cristianizada en el siglo V por Martín -llamado el Español, sobre cuya tumba Rorice I, obispo de Limoges, construyó una basílica. En el siglo VI, fue escenario de una revuelta de los notables de Aquitania quienes, rehusando someterse al poder del rey de Austrasia, se reunieron en Brive y proclamaron a Gondovaldo, un bastardo de Clotario, a su vez hijo de Clodoveo I. Pero este rey de Brive fue asesinado en 584. La basílica fue incendiada y el Lemosín unido a Austrasia. San Ferreol, obispo de Limoges, hizo reconstruir la basílica y se apoyó en una comunidad de canónigos para la difusión del cristianismo. Hacia el año mil, Brive se había transformado en un burgo canónico dotado de numerosos lugares de culto.
En el siglo XI, Brive, situada en la intersección de los vizcondados de Limoges, de Comborn y de Turenne, tenía por señor al obispo de Limoges. La ciudad se extendía sobre tres hectáreas. Estaba protegida por una muralla atravesada por cuatro puertas. A partir del siglo XII, se desarrollarán barrios extramuros, a los lados de las vías de acceso. Pero la ciudad no tenía castillo, pues su protección la garantizaban los señores de Malemort y los vizcondes de Turena. Esta protección se hará pesada: los burgueses, influidos por la oleada de emancipación urbana generalizada, obtendrán el consulado, que Luis VIII confirmó en 1225. Los canónigos adoptaron la regla de San Agustín y reconstruyeron la colegiata de San Martín.
En 1341, para cumplir una orden del rey, los cuatro cónsules de Brive emprendieron la construcción de un gran recinto amurallado que quintuplicaba el espace dentro de las murallas. Por el tratado de Brétigny, Brive, que pertenecía a Aquitania, pasa a ser inglesa y lo siguió siendo hasta la ruptura del tratado y la continuación de la guerra nueve años después. Comenzó entonces un periodo de indefinición, con una adhesión tardía y dubitativa al rey de Francia. De nuevo unida a Inglaterra en 1373, por la traición de un cónsul, la ciudad fue finalmente reconquistada al año siguiente por el rey de Francia, que abolió temporalmente el consulado y las franquicias. Carlos V perdonaría a la ciudad, que fue desde entonces fiel a la corona.
Brive permaneció católica en una región ganada por la Reforma. Fue saqueada por las tropas de Turenne en 1577. Para recompensar su fidelidad, el rey la hizo sede de un Presidial (tribunal de justicia).
En los siglos XVII y XVIII, la villa conoció una gran prosperidad, a la que contribuyó el briviste Guillaume Dubois, preceptor de Felipe de Orleans y más tarde primer ministro. Con su hermano, quien había alcanzado el cargo de grand voyer (encargado de los caminos), construyó un nuevo puente (pont Neuf, actualmente pont Cardinal) y nuevos edificios particulares, mejoró los bulevares y los barrios, saneó los marjales de la Guierle, restauró la colegiata et demolió las murallas. Sin embargo, a pesar de estos progresos, la ciudad carecía de industrias, y en vísperas de la Revolución francesa sólo se contaba una fábrica textil, que empleaba a unas doscientas personas.
Modesta capital de distrito al inicio del siglo XIX, Brive se desarrolló a partir de 1860, debido al ferrocarril. Su emplazamiento, preferido al de Tulle (capital del departamento) por motivos topográficos y económicos, se transformó en el centro ferroviario de una estrella de seis brazos, con conexiones hacia Toulouse (por Cahors), Burdeos (por Périgueux, Limoges (dos rutas, una por Nexon y otra por Uzerche), Lyon (por Tulle) y Aurillac. El tren supuso la especialización de la cuenca de Brive en la producción de legumbres y fruta. Este empuje agrícola indujo la creación de otros establecimientos: conserveras, confiterías, destilerías de licores, industrias de cestería, papeleras y de la madera.
Desde 1907, Brive alberga al 126 regimiento de infantería llamado el regimiento de los bisontes.
Durante la Segunda Guerra Mundial fue la capital regional de la Resistencia por ser la sede de los principales movimientos (Armée Secrète y Mouvements Unis de la Résistance) y redes de información (Special Operations Executive, Alliance…), Brive-la-Gaillarde fue la primera ciudad de Francia ocupada en liberarse por sus propios medios, el 15 de agosto de 1944. Recibió la Cruz de Guerra 1939-1945.
El mercado de Brive-la-Gaillarde es el escenario de una de las canciones más divertidas del cantante francés Georges Brassens, Hecatombe, que nos habla de una batalla campal entre las fuerzas del orden y las vendedoras del mercado. Esta anécdota es un motivo de orgullo para la ciudad, aunque Brassens confesó que la había elegido accidentalmente, solo por la rima.

## Hermanamientos
- Guimarães (Portugal)
- Joliette (Quebec, Canadá)
- Lauf (Alemania)
- Castillo de Aro (España)
- Sikasso (Malí)